# Oedt an der Wild
Oedt an der Wild (früher Oedt bei Blumau) ist eine Ortschaft und eine Katastralgemeinde der Marktgemeinde Ludweis-Aigen im Bezirk Waidhofen an der Thaya in Niederösterreich mit 76 Einwohnern (Stand 1. Jänner 2024).

## Geografie
Das Dorf liegt nördlich der Wild in unmittelbarer Nähe zur Franz-Josefs-Bahn, die den Ort im Norden umfährt. Der Ort vereint mehrere Gemarkungen von zuvor aufgegebenen Orten. Am 1. April 2020 umfasste die Ortschaft 33 Adressen.

## Geschichte
Der Ortsname und die späte urkundliche Nennung im Jahre 1416 sprechen für eine Neugründung an der Stelle eines davor verödeten Dorfes. Die aus ursprünglich 25 Urlehen bestehende Ansiedlung zählte im Jahr 1808 19 Ganz-, 11 Halb- und 1 Viertellehen, die um einen breiten Dorfanger angeordnet waren. Das hier geltende Dorfrecht (Weistum) aus dem Jahr 1488 nennt bereits einen Gemeindewald und eine Gemeindeweide. Der Ort gehörte bis 1848 zur Grundherrschaft Wildberg, die auch über sämtliche Untertanen verfügte; Landgericht war die Herrschaft Drosendorf. Mit dem Stadionschen Gemeindegesetz vom 17. März 1849 bildeten die vier Orte Blumau, Oedt, Ellends und Seebs eine politische Gemeinde, mit Wirkung vom 29. Juli 1850 spalteten sich Orte Oedt und Ellends als eigene Gemeinden ab. Seit 1916 nennt sich der Ort Oedt an der Wild. Die Viehzucht und der Anbau von Getreide bildeten die Standbeine des Ortes; Zur Förderung des Ackerbaus wurde 1911 das „Landwirtschaftliche Kasino für Oedt und Umgebung“ und 1912 eine Weidegenossenschaft gegründet und die Erzeugnisse bis nach Wien geliefert. Laut Adressbuch von Österreich waren im Jahr 1938 in der Ortsgemeinde Oedt zwei Gastwirte, ein Gemischtwarenhändler, ein Landesproduktehändler, ein Schmied, ein Schuster, eine Viehzuchtgenossenschaft, eine Schweinezuchtanstalt und mehrere Landwirte ansässig. Nach 1938 positionierte sich Oedt zunächst erfolgreich gegen die politisch gewünschte Bildung von Großgemeinden; mit Erlass vom 26. März 1943 wurden jedoch Oedt und mehrere andere Ortsgemeinden zur „Bürgermeisterei“ Ludweis geschlagen. Im Norden entlang der
Franz-Josefs-Bahn wurde ein Fliegerübungsplatz eingerichtet. Die 1945 wieder errichtete Gemeinde suchte in den 1960ern den Anschluss an das im benachbarten Bezirk Horn liegende Irnfritz, trat per 1. Jänner 1971 der Großgemeinde Ludweis bei, die sich danach mit Aigen vereinte.

## Siedlungsentwicklung
Zum Jahreswechsel 1979/1980 befanden sich in der Katastralgemeinde Oedt an der Wild insgesamt 40 Bauflächen mit 40.060 m² und 65 Gärten auf 40.057 m², 1989/1990 gab es 40 Bauflächen. 1999/2000 war die Zahl der Bauflächen auf 72 angewachsen und 2009/2010 bestanden 44 Gebäude auf 108 Bauflächen.

## Bodennutzung
Die Katastralgemeinde ist landwirtschaftlich geprägt. 513 Hektar wurden zum Jahreswechsel 1979/1980 landwirtschaftlich genutzt und 264 Hektar waren forstwirtschaftlich geführte Waldflächen. 1999/2000 wurde auf 511 Hektar Landwirtschaft betrieben und 262 Hektar waren als forstwirtschaftlich genutzte Flächen ausgewiesen. Ende 2018 waren 506 Hektar als landwirtschaftliche Flächen genutzt und Forstwirtschaft wurde auf 264 Hektar betrieben. Die durchschnittliche Bodenklimazahl von Oedt an der Wild beträgt 34,5 (Stand 2010).